# Phoenix International Raceway

Kaart van het circuit, met in grijs het baanverloop tot 2011

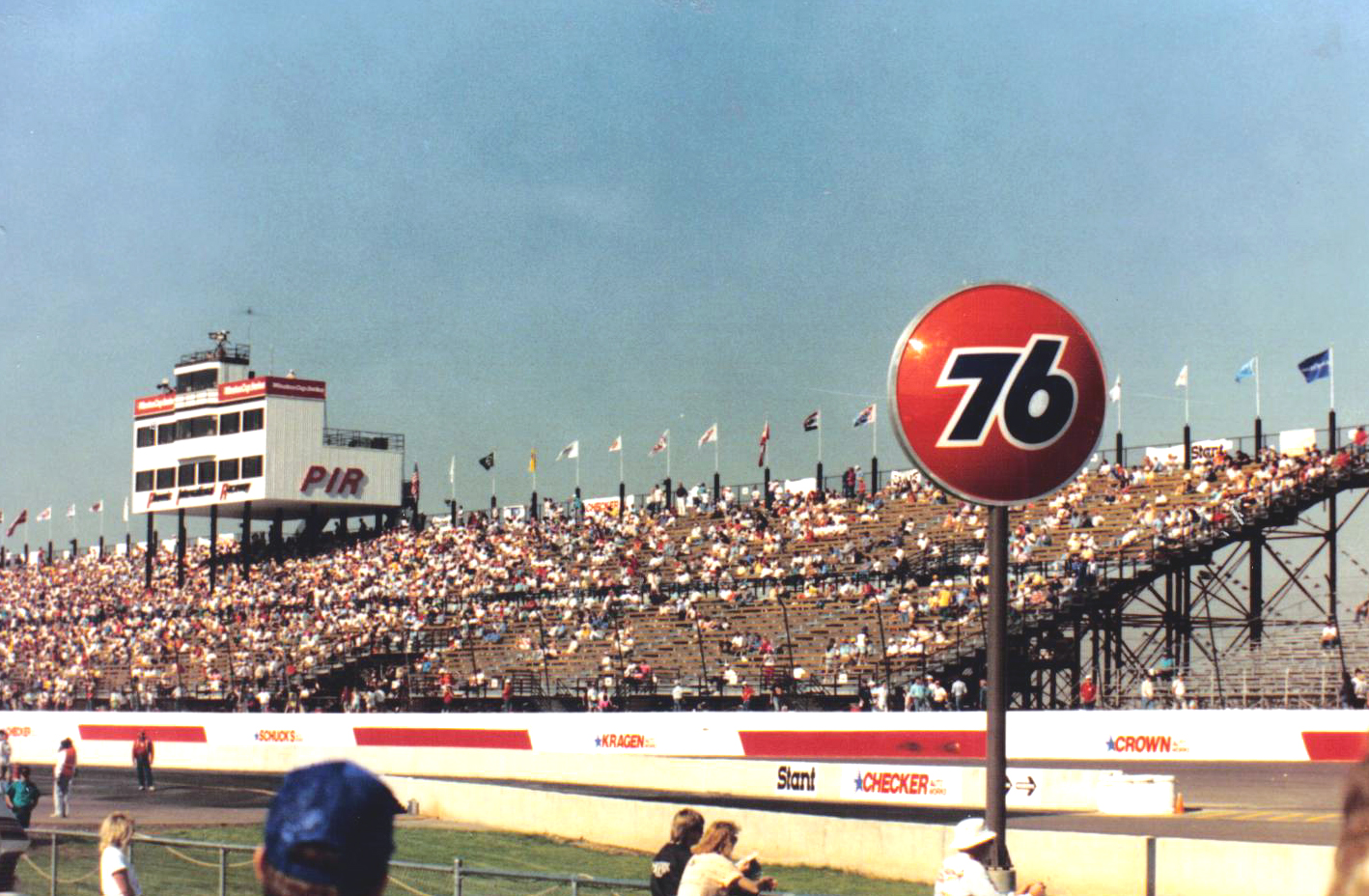
Phoenix International Raceway

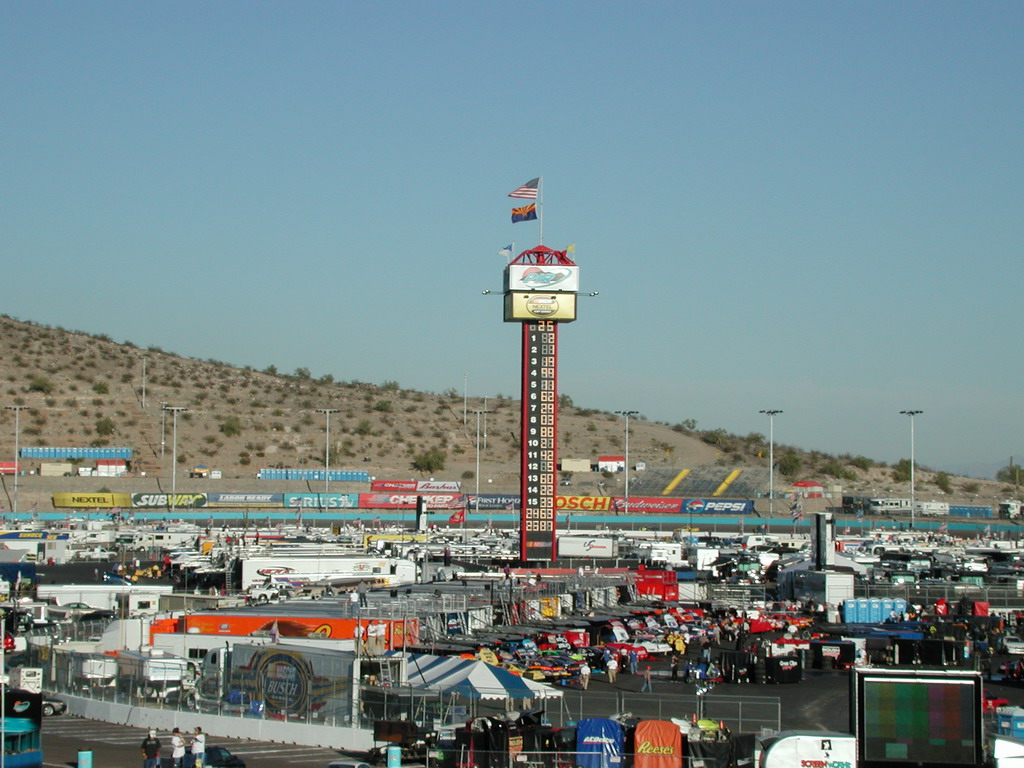
Phoenix International Raceway

De Phoenix Raceway is een ovaal racecircuit gelegen in Avondale, Arizona, 24 km ten westen van Phoenix.
De speedway is 1,6 km lang en opende in 1964. Het circuit stond achtereenvolgens op de kalenders van de United States Automobile Club Championship Car series, de Champ Car series en het Indy Racing League-kampioenschap, tot 2005. Tussen 1986 en 1995 werd er jaarlijks een Indy Lights-race gehouden. Momenteel worden er races gehouden voor onder meer de NASCAR Nationwide Series, de NASCAR Sprint Cup en de NASCAR Craftsman Truck Series.
Nederlands coureur Arie Luyendyk won twee keer op deze speedway, de Champ Car race van 1991 en de IndyCar race van 1996.

## Winnaars op het circuit
Winnaars op het circuit van een race uit de Champ Car-kalender. Tijdens sommige seizoenen werd er twee keer geracet.
| Jaar     | Rijder             |
| -------- | ------------------ |
| 1979     | Gordon Johncock    |
| 1979 (2) | Al Unser           |
| 1980     | Tom Sneva          |
| 1981     | Johnny Rutherford  |
| 1981 (2) | Tom Sneva          |
| 1982     | Rick Mears         |
| 1982 (2) | Tom Sneva          |
| 1983     | Teo Fabi           |
| 1984     | Tom Sneva          |
| 1984 (2) | Bobby Rahal        |
| 1985     | Al Unser           |
| 1986     | Kevin Cogan        |
| 1986 (2) | Michael Andretti   |
| 1987     | Roberto Guerrero   |
| 1988     | Mario Andretti     |
| 1989     | Rick Mears         |
| 1990     | Rick Mears         |
| 1991     | Arie Luyendyk      |
| 1992     | Bobby Rahal        |
| 1993     | Mario Andretti     |
| 1994     | Emerson Fittipaldi |
| 1995     | Robby Gordon       |

Winnaars op het circuit van een race uit de Indy Racing League-kalender.
| Jaar | Rijder            |
| ---- | ----------------- |
| 1996 | Arie Luyendyk     |
| 1997 | Jim Guthrie       |
| 1998 | Scott Sharp       |
| 1999 | Scott Goodyear    |
| 2000 | Buddy Lazier      |
| 2001 | Sam Hornish Jr.   |
| 2002 | Hélio Castroneves |
| 2003 | Tony Kanaan       |
| 2004 | Tony Kanaan       |
| 2005 | Sam Hornish Jr.   |